# 148
Glej tudi: število 148
148 (CXLVIII) je bilo prestopno leto, ki se je po julijanskem koledarju začelo na nedeljo.

## Dogodki
- 1. januar